# Aqueo (pueblo)
Aqueos (del latín Achaei; griego: Ἀχαιοί, Akhaioí) es uno de los nombres colectivos utilizados indistintamente para el conjunto de los griegos en la Odisea y en la Ilíada de Homero. Los otros términos utilizados son dánaos (Δαναοί, utilizado 138 veces en la Ilíada) y argivos (Ἀργεῖοι, utilizado 29 veces en la Ilíada), derivado de Argos, una ciudad de la unidad periférica de Argólida.
En el período histórico los aqueos fueron los habitantes de Acaya, una región en la zona septentrional del Peloponeso. Las ciudades-estado de esta región formaron una confederación conocida como Liga Aquea, que fue muy influyente durante los siglos III y II a. C.
Debido al uso de este término en los poemas homéricos, a veces suele designarse como aqueos a los habitantes del pueblo indoeuropeo que, a partir del año 2000 a. C., se desplazaron hacia el sur de los Balcanes y que posteriormente dieron lugar a la civilización micénica, pero la historiografía denomina más frecuentemente «micénicos» a los portadores de dicha cultura.
En la Biblia se refiere a este pueblo como acaicos.

## Tradiciones griegas
Las leyendas griegas hacen proceder a los aqueos de un antepasado epónimo, Aqueo, hijo de Juto y nieto de Helén. Pausanias indica que tanto Aqueo como su hermano Ion habían nacido en Atenas, lugar donde su padre había migrado tras ser expulsado de Tesalia por sus hermanos. Después Juto y su familia también fueron expulsados de Atenas y se establecieron en Egíalo, que era como se llamaba a la parte septentrional del Peloponeso. Aqueo marchó a Tesalia para reivindicar los derechos de su padre, mientras Ion se casó con la hija del rey de Egíalo y, a la muerte de este, obtuvo el trono.  
Posteriormente los descendientes de Aqueo regresaron desde Ftiótide (una zona de Tesalia) al Peloponeso, pero se establecieron más al sur, en Laconia y Argólide. En esta época fue cuando se desencadenó la guerra de Troya, en la que los aqueos eran los más numerosos de todos los griegos. Después los aqueos fueron expulsados de Laconia y Argólide por los dorios y pidieron ser acogidos por los descendientes de Ion, los jonios, que seguían en la parte septentrional de la península del Peloponeso. Sin embargo estos se negaron y se desencadenó una guerra en la que vencieron los aqueos, expulsaron a los jonios y llamaron a esa zona Acaya.

## Historia

Mapa de las regiones de Grecia central en la Antigüedad. La región de Acaya era uno de los lugares habitados por los aqueos en época histórica.

El uso del término aqueos por Homero para designar de forma conjunta a los componentes de la coalición de territorios que marchó a la guerra de Troya es la base por la que historiografía considera que este nombre era la denominación de, al menos, un amplio sector de los griegos durante la Edad del Bronce, cuando floreció la civilización micénica.
El fin de la hegemonía aquea en la Grecia continental es motivo de controversia. Tradicionalmente se ha atribuido este hecho a la invasión por parte de los dorios; sin embargo recientemente se ha puesto en duda esta suposición y se han manejado las hipótesis de que las causas pudieron ser: una invasión por parte de los pueblos del mar, la sucesión de una serie de terremotos o una serie de levantamientos internos.
Posteriormente, en época histórica, se sitúa a los aqueos en una región de la zona septentrional del Peloponeso denominada Acaya, y también en una zona de Tesalia conocida como Acaya Ftiótide. En Acaya, al menos durante la época clásica y buena parte del periodo helenístico, formaban una confederación conocida como Liga Aquea.

## Documentos hititas
Algunos textos hititas mencionan una nación al oeste llamada Ahhiyawa. En la primera referencia a esta tierra, una carta resume las violaciones del tratado del vasallo hitita Madduwatta, al que se llama Ahhiya. Otro importante ejemplo es la Carta de Tawagalawa, escrita por un rey hitita no identificado de la época del Imperio (siglos XIV a XIII a. C.) al rey de Ahhiyawa, tratándolo como un igual y sugiriendo que Mileto (Millawanda) estaba bajo su control. También se refiere a un episodio de Wilusa anterior que implicaba la hostilidad por parte de Ahhiyawa. Ahhiya(wa) ha sido identificada con los aqueos de la guerra de Troya y la ciudad de Wilusa con la legendaria ciudad de Troya (nótese la similitud con el griego antiguo Ϝιλιος, Wilios, más tarde Ιλιος, Ilios, el nombre de la acrópolis de Troya). Sin embargo, la relación exacta del término Ahhiyawa con los aqueos más allá de una similitud en la pronunciación es muy debatido entre los investigadores, incluso tras el descubrimiento de que el micénico Lineal B es una antigua forma del griego. El debate anterior fue reanudado en 1984 por Hans G. Güterbock del Instituto Oriental.